# Мохамед Конате (малійський футболіст)
Мохамед Конате (фр. Mohamed Konaté; 20 жовтня 1992, Бамако) — малійський футболіст, нападник клубу «Шебба» і збірної Малі.

## Клубна кар'єра
Розпочав займатись футболом на батьківщині у клубі «Джоліба», де і розпочав виступи на дорослому рівні. Згодом також виступав у Марокко за клуб «Ренессанс Беркан».
2017 року відправився до Тунісу, де виступав за місцеві команди «Етуаль дю Сахель» та «Шебба».

## Міжнародна кар'єра
2011 року у складі молодіжної збірної Малі був учасником Молодіжного чемпіонату світу в Колумбії.
25 квітня вересня 2009 року дебютував у складі національної збірної Малі у товариській грі проти Екваторіальної Гвінеї (3:0).
Був у заявці збірної на Кубок африканських націй 2015 та 2017 років, але на жодному з них на поле не виходив.